# Pseudocerylon resa
Pseudocerylon resa là một loài bọ cánh cứng trong họ Cerylonidae. Loài này được Hinton miêu tả khoa học năm 1942.